# ジョー・M・ニシモト
ジョー・マオリ・ニシモト（Joe Maori Nishimoto、日本名：西本 真織〈にしもと まおり〉、1919年2月21日 - 1944年11月15日）は、
日系アメリカ人のアメリカ陸軍第442連隊戦闘団上等兵。第二次世界大戦時の活躍により、名誉勲章受章者となった。

## 経歴
カリフォルニア州フレズノに、日本人移民である父・儀一と母・キヨの間に生まれる。軍に入隊するまでは、日系人収容所の1つであるアーカンソー州のジェローム収容所に収容されていた。
1944年11月7日のフランス・La Houssière近郊における活躍により、死後の1998年にビル・クリントン大統領から名誉勲章が授与された。

## 名誉勲章
ニシモトが受賞した名誉勲章には下記のように記されている。
ジョー・M・ニシモト上等兵は、1944年11月15日のフランス・La Houssière近郊における作戦中の際立って英雄的な行動によって、その名を残すこととなった。強固に守られた尾根から敵を追い払う、という彼の中隊による作戦が失敗した3日間後に、ニシモト上等兵は、分隊長代理として、大胆にも激しく破壊されているうえにブービートラップを仕掛けられたエリアを通過し、前方へ這って進んだ。機関銃の砲床に狙いを定め、彼は手榴弾を投げつけて、砲床を破壊した。ついで、もう一つの機関銃の陣地の後部に旋回して、彼は直接弾道距離内に自身の軽機関銃を発砲した。そして、1名の射手を殺害し、もう1名を負傷させた。2人の敵のライフルの狙撃手を追跡して、他の者が急いで退く間、ニシモト上等兵は1名を殺害した。なおも断固として攻撃を続け、彼はその場からもう1名の機関銃の射手を追い出した。敵軍は、彼らにとって重要な場所を奪われ、この防衛区域から撤退することを余儀なくされた。ニシモト上等兵の類まれな英雄的行為と任務への忠誠は、軍隊の最も崇高な伝統を維持し、また、彼本人やその部隊、ひいてはアメリカ陸軍への大きな信頼をもたらすものであった。